# 한만중
한만중(1985년 1월 8일 ~ )은 대한민국의 성우로, 2017년 교육방송 성우극회 25기 공채로 입사했다.

## 출연 작품

### 다큐 및 교양
- EBS <언어가 다른 우리, 쉘위톡>
- EBS <문화유산 코리아 - 돌에 새겨진 신비한 그림과 글자 속으로>
- EBS <수학 버스킹: 삼척 원덕고 x EBS 선생님들의 꿈 이야기>
- EBS <미래강연Q>
- EBS <다큐시선>
- EBS <다큐 로그인>
- EBS <세계의 눈>
- EBS 과학다큐 비욘드 <숨쉬는 행성 지구>
- 2018.02.15 EBS 특집 <프리스타일 스키, 리디아의 금빛 도전>
- 2018.10.20 EBS 특집 <왕실문화재, 가죽의 재발견>
- 2018.12.31~2019.01.02 EBS 신년특집기획 <놀이의 힘>
- 2019.02.12 EBS 다큐프라임 <카레남녀 2부 카레의 모험>

### 라디오
- EBS 북카페
- EBS 니하오 차이나
- EBS 공감시대 - 헤드라인, 공감서가

### 애니메이션
- 플라워링 하트 시즌 2 (EBS)
- 몬카트 (EBS)
- 고고 다이노 공룡탐험대 시즌 2 (EBS)
- 엄마 까투리 (EBS) - 아르마딜로, 당나귀, 갈매기 아저씨
- 요리왕 비룡 더 마스터 (애니맥스) - 장강
- 일하는 세포 (애니맥스) - 화농연쇄구균
- 세미와 매직큐브 (EBS)
- 뚝딱남매 비츠와 밥 (EBS) - 뚝이, 사회자 役
- 냅킨맨의 모험 (EBS) - 파라오 (6화), 모건 (10화) 役
- 미니특공대 슈퍼공룡파워 (EBS) - 티라노볼트
- 미니특공대 애니멀트론 (EBS) - 코라, 레오캅
- 헬로 카봇 뱅 (SBS) - 브로피
- 명탐정 코난 20기 (투니버스) - 구정수
- 디지몬 어드벤처: (대원방송) - 엔젤몬, 홀리엔젤몬, 세라피몬, 페가수스몬

### 애니메이션 영화
- 눈의 여왕4 - 근위대장, 늙은 왕
- 트롤: 월드 투어 - 리프, 트래시 조
- 고장난 론
- 스트레인지 월드 - 캐스피언
- 엘리오 - 멜맥 건터, 마크웰 대령

### 특촬물
- 파워레인저 젠카이저 (대원방송) - 문 월드, 망개떡 월드

### TV 프로그램
- 딩동댕 유치원 (EBS)
- 장학퀴즈 - 학교에 가다 (EBS)
- 생방송 EBS 교육대토론 (EBS)
- 놀자고 (EBS)
- 생방송 톡!톡! 보니하니 (EBS)
- 방귀대장 뿡뿡이 (EBS)
- 왕초보 영어 500회 특집 (EBS)
- 보니하니 웹드라마 시즌2 <멍냥꽁냥> (EBS)
- 배워서 남줄랩 (EBS)
- 긴급상황 우리 몸 X파일 (EBS)
- 사이언스타 Q (EBS)
- 생방송 판다다 (EBS) - 이반사 사장
- 스마트 퀴즈 - 쇼 미 더 사이언스 (EBS)

### 행사
- EIDF  2018 개막식 (EBS)
- EIDF  2018 시상식 (EBS)

### 교육 프로그램
- EBS 초등 만점왕 3학년 수학, 과학 (2018년)
- EBS 초등 만점왕 4학년 수학, 과학 (2018년)
- EBS 초등 만점왕 5학년 수학, 과학 (2019년)
- EBS 초등 만점왕 6학년 수학, 과학 (2019년)

### 외화
- 변호사 쉬헐크 - 퍼그(조시 세가라)

### 모바일 콘텐츠
- TMI투머치인싸